# رود خاکو
رود خاکو از بلندترین قلهٔ کوه الوند در استان همدان سرچشمه می‌گیرد. این رود از کنار آبادی‌های خاکوچشین، مزدقینه، گراچقا و ده پیاز گذشته در اراضی امزادجرد به سیمینه‌رود می‌ریزد. 